# 1972年モナコグランプリ
座標: 北緯43度44分4.74秒 東経7度25分16.8秒 / 北緯43.7346500度 東経7.421333度
1972年モナコグランプリ (英: 1972 Monaco Grand Prix) は、1972年のF1世界選手権第4戦として、1972年5月14日にモンテカルロ市街地コースで開催された。
ジャン＝ピエール・ベルトワーズがF1世界選手権で唯一の勝利を挙げ、BRMにとっては最後の勝利となった。

## 背景
安全性向上のため、ピットをシケインとタバコの間にある港の正面に移設させ、新しいシケインをタバコの近くに設置した。

## エントリー
マリオ・アンドレッティとピーター・レブソンはインディ500に出場するため、本レースを欠場した。フェラーリはジャッキー・イクスとクレイ・レガツォーニの2台で、マクラーレンはレブソンの代走としてブライアン・レッドマンを起用した。ブラバムは負傷が癒えないカルロス・ロイテマンに代わり、引き続きウィルソン・フィッティパルディを起用した。
ジャッキー・スチュワートは本レースからティレル・004を走らせる。004は従来の002及び003よりホイールベースを伸ばしたティレルの第1世代の最後となるマシンである。スチュワートは既に南アフリカGPとスペインGPで004をテストカーとして使用していた。デニス・ハルムはマクラーレン・M19Aの改良型M19Cを使用する。BRMは新車P180をハウデン・ガンレイに与え、ジャン＝ピエール・ベルトワーズ、ピーター・ゲシン、レイネ・ウィセルがP160B、ヘルムート・マルコがP153Bを使用する。

### エントリーリスト
| チーム                                             | No. | ドライバー                     | コンストラクター | シャシー | エンジン                         | タイヤ |
| -------------------------------------------------- | --- | ------------------------------ | ---------------- | -------- | -------------------------------- | ------ |
| エルフ・チーム・ティレル                           | 1   | ジャッキー・スチュワート       | ティレル         | 004      | フォード・コスワース DFV 3.0L V8 | G      |
| エルフ・チーム・ティレル                           | 2   | フランソワ・セベール           | ティレル         | 002      | フォード・コスワース DFV 3.0L V8 | G      |
| STP・マーチ・レーシングチーム                      | 3   | ロニー・ピーターソン           | マーチ           | 721X     | フォード・コスワース DFV 3.0L V8 | G      |
| STP・マーチ・レーシングチーム                      | 4   | ニキ・ラウダ                   | マーチ           | 721X     | フォード・コスワース DFV 3.0L V8 | G      |
| クラーク＝モーダウント＝ガスリー・レーシング       | 5   | マイク・ボイトラー             | マーチ           | 721G     | フォード・コスワース DFV 3.0L V8 | F      |
| スクーデリア・フェラーリ SpA SEFAC                 | 6   | ジャッキー・イクス             | フェラーリ       | 312B2    | フェラーリ 001/1 3.0L F12        | F      |
| スクーデリア・フェラーリ SpA SEFAC                 | 7   | クレイ・レガツォーニ           | フェラーリ       | 312B2    | フェラーリ 001/1 3.0L F12        | F      |
| ジョン・プレイヤー・チーム・ロータス               | 8   | エマーソン・フィッティパルディ | ロータス         | 72D      | フォード・コスワース DFV 3.0L V8 | F      |
| ジョン・プレイヤー・チーム・ロータス               | 9   | デビッド・ウォーカー           | ロータス         | 72D      | フォード・コスワース DFV 3.0L V8 | F      |
| チーム・サーティース                               | 10  | ティム・シェンケン             | サーティース     | TS9B     | フォード・コスワース DFV 3.0L V8 | F      |
| ブルックボンド・オクソ・チーム・サーティース       | 11  | マイク・ヘイルウッド           | サーティース     | TS9B     | フォード・コスワース DFV 3.0L V8 | F      |
| チェラミカ・パニョッシン・チーム・サーティース     | 12  | アンドレア・デ・アダミッチ     | サーティース     | TS9B     | フォード・コスワース DFV 3.0L V8 | F      |
| ヤードレー・チーム・マクラーレン                   | 14  | デニス・ハルム                 | マクラーレン     | M19C     | フォード・コスワース DFV 3.0L V8 | G      |
| ヤードレー・チーム・マクラーレン                   | 15  | ブライアン・レッドマン         | マクラーレン     | M19A     | フォード・コスワース DFV 3.0L V8 | G      |
| エキップ・マトラ・スポール                         | 16  | クリス・エイモン               | マトラ           | MS120C   | マトラ MS72 3.0L V12             | G      |
| マールボロ・BRM                                    | 17  | ジャン＝ピエール・ベルトワーズ | BRM              | P160B    | BRM P142 3.0L V12                | F      |
| マールボロ・BRM                                    | 18  | ピーター・ゲシン               | BRM              | P160B    | BRM P142 3.0L V12                | F      |
| マールボロ・BRM                                    | 28  | レイネ・ウィセル               | BRM              | P160B    | BRM P142 3.0L V12                | F      |
| マールボロ・BRM                                    | 19  | ハウデン・ガンレイ             | BRM              | P180     | BRM P142 3.0L V12                | F      |
| オーストリア・マールボロ・BRM                      | 26  | ヘルムート・マルコ             | BRM              | P153B    | BRM P142 3.0L V12                | F      |
| モーターレーシング・ディベロップメンツ・リミテッド | 20  | グラハム・ヒル                 | ブラバム         | BT37     | フォード・コスワース DFV 3.0L V8 | G      |
| モーターレーシング・ディベロップメンツ・リミテッド | 21  | ウィルソン・フィッティパルディ | ブラバム         | BT33     | フォード・コスワース DFV 3.0L V8 | G      |
| チーム・ウィリアムズ・モチュール                   | 22  | アンリ・ペスカロロ             | マーチ           | 721      | フォード・コスワース DFV 3.0L V8 | G      |
| チーム・ウィリアムズ・モチュール                   | 23  | カルロス・パーチェ             | マーチ           | 711      | フォード・コスワース DFV 3.0L V8 | G      |
| マルティーニ・レーシングチーム                     | 24  | デレック・ベル 1               | テクノ           | PA123/3  | テクノ シリーズP 3.0L F12        | F      |
| マルティーニ・レーシングチーム                     | 25  | ナンニ・ギャリ 1               | テクノ           | PA123/3  | フォード・コスワース DFV 3.0L V8 | F      |
| チーム・アイフェラント・キャラバンズ               | 27  | ロルフ・シュトメレン           | アイフェラント   | E21      | フォード・コスワース DFV 3.0L V8 | G      |
| ソース:                                            |     |                                |                  |          |                                  |        |

追記
- ^1 - テクノ勢はマシンが準備できず欠場[6]

## 予選
この年からブラバムのオーナーを務めるバーニー・エクレストンの庇護のもと、F1CAは小規模なチームの出走を可能にするため、決勝には25台出走できるようにレース主催者と契約を結んでいた。しかし、この年モナコ自動車クラブ(ACM)の会長に就任したばかりのミシェル・ボエリは、安全上の理由から20台しか認めなかった。前戦スペインGPの期間中にF1CAとACMとの交渉が行われたが結論は出なかった。
各チームがモンテカルロに到着すると、ボエリは決勝出走台数を22台に緩和することを提案したが、エクレストンとマックス・モズレー（マーチの共同創設者）は拒否した。ACMはガレージのドアに南京錠をかけて抵抗するも、チームはそれを破った。結局、ボエリはチームの圧力に屈し、25台を決勝に出走させることを認めた。
木曜日と金曜日はドライコンディションで行われたが、土曜日は雨が降ったため、金曜日の夕方までのベストタイムでスターティンググリッドが決定した。
エマーソン・フィッティパルディ（ロータス）が自身初のポールポジションを獲得した。E.フィッティパルディから0.2秒差で2番手のジャッキー・イクスがフロントローに並び、2列目はクレイ・レガツォーニ（フェラーリ）とジャン＝ピエール・ベルトワーズ（BRM）、ピーター・ゲシン（BRM）とクリス・エイモン（マトラ）が3列目に並ぶ。以下、デニス・ハルム（マクラーレン）、ジャッキー・スチュワート（ティレル）、アンリ・ペスカロロ（ウィリアムズ/マーチ）、ブライアン・レッドマン（マクラーレン）がトップ10に入った。

### 予選結果
| 順位    | No. | ドライバー                     | コンストラクター        | タイム | 差   | グリッド |
| ------- | --- | ------------------------------ | ----------------------- | ------ | ---- | -------- |
| 1       | 8   | エマーソン・フィッティパルディ | ロータス-フォード       | 1:21.4 | -    | 1        |
| 2       | 6   | ジャッキー・イクス             | フェラーリ              | 1:21.6 | +0.2 | 2        |
| 3       | 7   | クレイ・レガツォーニ           | フェラーリ              | 1:21.9 | +0.5 | 3        |
| 4       | 17  | ジャン＝ピエール・ベルトワーズ | BRM                     | 1:22.5 | +1.1 | 4        |
| 5       | 18  | ピーター・ゲシン               | BRM                     | 1:22.6 | +1.2 | 5        |
| 6       | 16  | クリス・エイモン               | マトラ                  | 1:22.6 | +1.2 | 6        |
| 7       | 14  | デニス・ハルム                 | マクラーレン-フォード   | 1:22.7 | +1.3 | 7        |
| 8       | 1   | ジャッキー・スチュワート       | ティレル-フォード       | 1:22.9 | +1.5 | 8        |
| 9       | 22  | アンリ・ペスカロロ             | マーチ-フォード         | 1:22.9 | +1.5 | 9        |
| 10      | 15  | ブライアン・レッドマン         | マクラーレン-フォード   | 1:23.1 | +1.7 | 10       |
| 11      | 11  | マイク・ヘイルウッド           | サーティース-フォード   | 1:23.7 | +2.3 | 11       |
| 12      | 2   | フランソワ・セベール           | ティレル-フォード       | 1:23.8 | +2.4 | 12       |
| 13      | 10  | ティム・シェンケン             | サーティース-フォード   | 1:23.9 | +2.5 | 13       |
| 14      | 9   | デビッド・ウォーカー           | ロータス-フォード       | 1:24.0 | +2.6 | 14       |
| 15      | 3   | ロニー・ピーターソン           | マーチ-フォード         | 1:24.1 | +2.7 | 15       |
| 16      | 28  | レイネ・ウィセル               | BRM                     | 1:24.4 | +3.0 | 16       |
| 17      | 26  | ヘルムート・マルコ             | BRM                     | 1:24.6 | +3.2 | 17       |
| 18      | 12  | アンドレア・デ・アダミッチ     | サーティース-フォード   | 1:24.7 | +3.3 | 18       |
| 19      | 20  | グラハム・ヒル                 | ブラバム-フォード       | 1:24.7 | +3.3 | 19       |
| 20      | 19  | ハウデン・ガンレイ             | BRM                     | 1:24.7 | +3.3 | 20       |
| 21      | 21  | ウィルソン・フィッティパルディ | ブラバム-フォード       | 1:25.2 | +3.8 | 21       |
| 22      | 4   | ニキ・ラウダ                   | マーチ-フォード         | 1:25.6 | +4.2 | 22       |
| 23      | 5   | マイク・ボイトラー             | マーチ-フォード         | 1:26.5 | +5.1 | 23       |
| 24      | 23  | カルロス・パーチェ             | マーチ-フォード         | 1:26.6 | +5.2 | 24       |
| 25      | 27  | ロルフ・シュトメレン           | アイフェラント-フォード | 1:29.5 | +8.1 | 25       |
| ソース: |     |                                |                         |        |      |          |

## 決勝
日曜日も朝から雨が降り出した。路面は濡れてコースコンディションも悪く、全車レインタイヤでスタートする。
ジャン＝ピエール・ベルトワーズとクレイ・レガツォーニが2列目から好スタートを切り、ベルトワーズがトップに立った。フロントローのエマーソン・フィッティパルディとジャッキー・イクスは3-4位に後退した。
コンディションが悪かったため、首位のベルトワーズは大きなアドバンテージを得て、すぐに引き離すことができた。5周目にはレガツォーニがシケインでエスケープロードに入ったことで助けられ、フィッティパルディとイクスを引き離した。さらに後方では多くのドライバーがミスをしたり、バリアにぶつかったりしたが、ベルトワーズはそのまま走り続けて自身初の勝利を手にした。ベルトワーズと同一周回でフィニッシュできたのは雨の名手と呼ばれていた2位のイクスのみで、30秒以上の大差が付いていた。レガツォーニはレース中盤でジャッキー・スチュワートに遅れを取り4位に後退するも、スチュワートのスピンによりレガツォーニが前に出た。その後、レガツォーニはオイルに乗ってスピンし、バリアにヒットしたため、スチュワートは3位に戻った。スチュワートはエンジンがミスファイアしていたにもかかわらず3位をキープしたが、終盤にE.フィッティパルディがスチュワートを抜いて3位表彰台を獲得した。ブライアン・レッドマンは5位でチェッカーを受けた。
BRMはベルトワーズの勝利により、今季初のポイントを獲得した。そしてこの年からBRMのタイトルスポンサーに付いたマールボロにとっても絶妙なタイミングでの勝利であった。しかし、ベルトワーズにとってはこれがF1唯一の勝利で、BRMにとってもこれが最後の勝利となった。ドライバーズチャンピオン争いはE.フィッティパルディがポイントを19点とし、イクス（16点）、ハルム（15点）、スチュワート（12点）を上回りランキング首位に躍り出た。コンストラクターズチャンピオン争いはロータス、マクラーレン、フェラーリが19点で並び、ティレルが12点で4位に付けている。

### レース結果
| 順位    | No. | ドライバー                     | コンストラクター        | 周回数 | タイム/リタイア原因              | グリッド | ポイント |
| ------- | --- | ------------------------------ | ----------------------- | ------ | -------------------------------- | -------- | -------- |
| 1       | 17  | ジャン＝ピエール・ベルトワーズ | BRM                     | 80     | 2:26:55.3                        | 4        | 9        |
| 2       | 6   | ジャッキー・イクス             | フェラーリ              | 80     | +38.2                            | 2        | 6        |
| 3       | 8   | エマーソン・フィッティパルディ | ロータス-フォード       | 79     | +1 Lap                           | 1        | 4        |
| 4       | 1   | ジャッキー・スチュワート       | ティレル-フォード       | 78     | +2 Laps                          | 8        | 3        |
| 5       | 15  | ブライアン・レッドマン         | マクラーレン-フォード   | 77     | +3 Laps                          | 10       | 2        |
| 6       | 16  | クリス・エイモン               | マトラ                  | 77     | +3 Laps                          | 6        | 1        |
| 7       | 12  | アンドレア・デ・アダミッチ     | サーティース-フォード   | 77     | +3 Laps                          | 18       |          |
| 8       | 26  | ヘルムート・マルコ             | BRM                     | 77     | +3 Laps                          | 17       |          |
| 9       | 21  | ウィルソン・フィッティパルディ | ブラバム-フォード       | 77     | +3 Laps                          | 21       |          |
| 10      | 27  | ロルフ・シュトメレン           | アイフェラント-フォード | 77     | +3 Laps                          | 25       |          |
| 11      | 3   | ロニー・ピーターソン           | マーチ-フォード         | 76     | +4 Laps                          | 15       |          |
| 12      | 20  | グラハム・ヒル                 | ブラバム-フォード       | 76     | +4 Laps                          | 19       |          |
| 13      | 5   | マイク・ボイトラー             | マーチ-フォード         | 76     | +4 Laps                          | 23       |          |
| 14      | 9   | デビッド・ウォーカー           | ロータス-フォード       | 75     | +5 Laps                          | 14       |          |
| 15      | 14  | デニス・ハルム                 | マクラーレン-フォード   | 74     | +6 Laps                          | 7        |          |
| 16      | 4   | ニキ・ラウダ                   | マーチ-フォード         | 74     | +6 Laps                          | 22       |          |
| 17      | 23  | カルロス・パーチェ             | マーチ-フォード         | 72     | +8 Laps                          | 24       |          |
| NC      | 2   | フランソワ・セベール           | ティレル-フォード       | 70     | 規定周回数不足                   | 12       |          |
| Ret     | 22  | アンリ・ペスカロロ             | マーチ-フォード         | 58     | アクシデント                     | 9        |          |
| Ret     | 7   | クレイ・レガツォーニ           | フェラーリ              | 51     | アクシデント                     | 3        |          |
| Ret     | 11  | マイク・ヘイルウッド           | サーティース-フォード   | 48     | アクシデント                     | 11       |          |
| Ret     | 19  | ハウデン・ガンレイ             | BRM                     | 47     | アクシデント                     | 20       |          |
| Ret     | 10  | ティム・シェンケン             | サーティース-フォード   | 31     | アクシデント                     | 13       |          |
| DSQ     | 18  | ピーター・ゲシン               | BRM                     | 27     | 失格（不正ルートでのピットイン） | 5        |          |
| Ret     | 28  | レイネ・ウィセル               | BRM                     | 16     | エンジン                         | 16       |          |
| ソース: |     |                                |                         |        |                                  |          |          |

優勝者ジャン＝ピエール・ベルトワーズの平均速度
102.756 km/h (63.850 mph)
ファステストラップ
- ジャン＝ピエール・ベルトワーズ - 1:40.0 (9周目)

ラップリーダー
太字は最多ラップリーダー
- ジャン＝ピエール・ベルトワーズ - 80周 (全周回)

達成された主な記録
- ドライバー
  - 初優勝: ジャン＝ピエール・ベルトワーズ - かつ唯一の優勝。
  - 初ポールポジション: エマーソン・フィッティパルディ
  - 最終ファステストラップ: ジャン＝ピエール・ベルトワーズ - 通算4回目
  - 20回目の表彰台/50戦目の出走: ジャッキー・イクス
  - 初完走: マイク・ボイトラー - 初参戦から7戦目[20]
- コンストラクター
  - 最終優勝/最終ファステストラップ/60回目の表彰台: BRM
- エンジン
  - 最終優勝/最終ファステストラップ: BRM

## 第4戦終了時点のランキング
|         | 順位 | ドライバー                     | ポイント |
| ------- | ---- | ------------------------------ | -------- |
| 1       | 1    | エマーソン・フィッティパルディ | 19       |
| 1       | 2    | ジャッキー・イクス             | 16       |
| 2       | 3    | デニス・ハルム                 | 15       |
|         | 4    | ジャッキー・スチュワート       | 12       |
| 20      | 5    | ジャン＝ピエール・ベルトワーズ | 9        |
| ソース: |      |                                |          |

|         | 順位 | コンストラクター      | ポイント |
| ------- | ---- | --------------------- | -------- |
| 1       | 1    | ロータス-フォード     | 19       |
| 1       | 2    | マクラーレン-フォード | 19       |
|         | 3    | フェラーリ            | 19       |
|         | 4    | ティレル-フォード     | 12       |
| 3       | 5    | BRM                   | 9        |
| ソース: |      |                       |          |

- 注:  トップ5のみ表示。前半6戦のうちベスト5戦及び後半6戦のうちベスト5戦がカウントされる。